# Mikhaël Ivanoff
Mikhaël Ivanoff mais tarde conhecido por Omraam Mikhaël Aïvanhov (Srptsi,Vilaiete Monastir, Império Otomano, 31 de janeiro de 1900 - Fréjus, 25 de Dezembro de 1986) foi um mestre espiritual de origem búlgara, que viveu primeiro na Bulgária e em 1937 se estabeleceu na França, onde deu os fundamentos de seu ensinamento. Foi discípulo do Mestre Peter Deunov, fundador do novo movimento religioso cristão conhecido pela Escola da Fraternidade Branca Universal.
Em França, Mikhail Ivanov começou a dar palestras. Em 1947, registou a sua organização com o nome de Fraternité blanche Universelle (Fraternidade Branca Universal). A sua obra, na multiplicidade de pontos de vista dos quais trata, apresenta uma única questão em qualquer que seja o tema abordado, ele invariavelmente aborda o Homem e o seu aperfeiçoamento. Em função do uso que este pode fazer do tema desenvolvido, dá a sua perspectiva para uma melhor compreensão de si mesmo e uma melhor conduta na sua vida.

## Ideia central
A filosofia de Aïvanhov ensina que todos, independentemente de raça, religião, posição social, capacidade intelectual ou meios materiais, são capazes de participar da realização de um novo período de fraternidade e paz na terra. Isso acontece por meio da transformação pessoal do indivíduo: crescimento na perfeição e em harmonia com o mundo divino. Qualquer que seja o assunto, ele invariavelmente se concentra em como alguém pode conduzir melhor a vida na Terra. Aïvanhov ensinou que para alcançar uma vida melhor é preciso ter um ideal elevado: "... se você tem um ideal elevado, como trazer o Reino de Deus à terra, você obtém tudo o que desejou, experimenta a plenitude".

## Ciência Iniciática
Aïvanhov ensina os antigos princípios da Ciência Iniciática. Ele descreve as leis cósmicas que governam o universo e o ser humano, o macrocosmo e o microcosmo, e as trocas que ocorrem constantemente entre eles.
Esse conhecimento assumiu diferentes formas ao longo dos séculos. É a sabedoria perene expressa por meio de várias religiões, cada uma adaptada ao espírito de uma época, povo e nível de evolução espiritual específicos. O ensino de Aïvanhov incorpora aspetos do Cristianismo Esotérico que se relacionam com a descoberta do "Reino de Deus na terra" dentro do indivíduo. Uma das verdades essenciais da ciência iniciática, de acordo com Aïvanhov, é que (no mundo superior) todas as coisas estão ligadas. Assim, comprometer-se com o Reino de Deus na terra torna-o realizável: «A verdadeira ciência consiste em formar em nós, no fundo do nosso ser, este Corpo que os Iniciados chamam de Corpo de Glória, Corpo de Luz, Corpo de Cristo".

## Obras publicadas
- A Verdade, Fruto da Sabedoria e do Amor, Pub.Maitreya Unip.,Lda, Edição:08-2018.
- Os Frutos da Árvore da Vida, Pub.Maitreya Unip.,Lda, Edição:05-2018
- A Luz, Espírito Vivo, Pub.Maitreya Unip.,Lda, Edição:01-2018
- A Harmonia, Pub.Maitreya Unip.,Lda, Edição:12-2017
- A Liberdade, Vitória do Espírito, Pub.Maitreya Unip.,Lda, Edição:11-2017
- Pensamentos Quotidianos 2018, Pub.Maitreya Unip.,Lda, Edição:09-2017
- Os Poderes da vida, Pub.Maitreya Unip.,Lda, Edição:01-2017
- A Chave Essencial, Pub.Maitreya Unip.,Lda, Edição:12-2016
- Os Esplendores de Tiphéreth, Pub.Maitreya Unip.,Lda, Edição:05-2016
- O Grão de Mostarda, Pub.Maitreya Unip.,Lda, Edição:03-2016
- As Duas Árvores do Paraíso, Pub.Maitreya Unip.,Lda, Edição:11-2015
- Pensamentos Quotidianos (2016), Pub.Maitreya Unip.,Lda, Edição:10-2015
- A Alquimia Espiritual, Pub.Maitreya Unip.,Lda, Edição:10-2015
- Os Mistérios de Iésod, Pub.Maitreya Unip.,Lda, Edição:08-2015
- O Segundo Nascimento, Pub.Maitreya Unip.,Lda, Edição:05-2015
- Rumo ao Reino da Paz, Pub.Maitreya Unip.,Lda, Edição:04-2015
- Nas Fontes Inalteráveis da Alegria, Pub.Maitreya Unip.,Lda, Edição:02-2015
- O Masculino e o Feminino, Pub.Maitreya Unip.,Lda, Edição:02-2015
- Harmonia e Saúde, Pub.Maitreya Unip.,Lda, Edição:02-2015
- O Homem à Conquisa do seu Destino. Pub.Maitreya Unip.,Lda, Edição:11-2014
- O Verdadeiro Ensinamento do Cristo, Pub.Maitreya Unip.,Lda, Edição:11-2014
- O Riso do Sábio, Pub.Maitreya Unip.,Lda, Edição:10-2013
- O que é um Filho de Deus?, Pub.Maitreya Unip.,Lda, Edição:10-2013
- O Yoga da Alimentação, Pub.Maitreya Unip.,Lda, Edição:07-2013
- A Educação Começa Antes do Nascimento, Pub.Maitreya Unip.,Lda, Edição:06-2013
- Uma Filosofia Universal, Pub.Maitreya Unip.,Lda, Edição:05-2013
- Sementes de Felicidade, Pub.Maitreya Unip.,Lda, Edição:04-2013
- Pensamentos Quotidianos 2013, Pub.Maitreya Unip.,Lda, Edição:11-2012
- Os Segredos do Livro da Natureza, Pub.Maitreya Unip.,Lda, Edição:10-2012
- O que é um Mestre Espiritual?, Pub.Maitreya Unip.,Lda, Edição:03-2012
- O Trabalho Alquímico ou a Busca da Perfeição, Pub.Maitreya Unip.,Lda, Edição:03-2012
- A Vinda da Cidade Celeste, Pub.Maitreya Unip.,Lda, Edição:03-2012
- Acerca do Invisível, Pub.Maitreya Unip.,Lda, Edição:08-2011
- O Livro da Magia Divina, Pub.Maitreya Unip.,Lda, Edição:08-2011
- A Via do Silêncio, Pub.Maitreya Unip.,Lda, Edição:06-2011
- Poderes do Pensamento, Pub.Maitreya Unip.,Lda, Edição:05-2011
- A Força Sexual ou o Dragão Alado, Pub.Maitreya Unip.,Lda, Edição:05-2011
- Centros e Corpos Subtis, Pub.Maitreya Unip.,Lda, Edição:02-2011
- Rumo a uma Civilização Solar, Pub.Maitreya Unip.,Lda, Edição:10-2010
- O Zodíaco, Chave do Homem e do Universo, Pub.Maitreya Unip.,Lda,, Edição:10-2010,, Edições Prosveta,. Edição:04-2002.
- A Linguagem das Figuras Geométricas, Pub.Maitreya Unip.,Lda, Edição:09-2010
- Do Homem a Deus, Pub.Maitreya Unip.,Lda, Edição:08-2010
- A Nova Terra, Edições Prosveta, Edição:08-2010
- O Natal e a Páscoa na Tradição Iniciática, Edições Prosveta, Edição:01-2010
- Respostas à Questão do Mal, Edições Prosveta, Edição:01-2010
- As Revelações do Fogo e da Água, Edições Prosveta, Edição:05-2009
- Regras de Ouro para a Vida Quotidiana, Edições Prosveta, Edição:04-2007
- A Educação Começa Antes do Nascimento, Edições Prosveta, Edição:04-2005
- Um Futuro para a Juventude, Edições Prosveta, Edição:11-2003
- A Galvanoplastia Espiritual, Edições Prosveta, Edição:11-2003
- A Vinda da Cidade Celeste, Edições Prosveta, Edição:04-2003
- Poderes do Pensamento, Edições Prosveta, Edição:04-2003
- A Luz, Espírito Vivo, Edições Prosveta, Edição:04-2002
- A Verdade, Fruto da Sabedoria e do Amor, Edições Prosveta, Edição:04-2002
- A Força Sexual ou o Dragão Alado, Edições Prosveta, Edição:04-2002
- Nova Luz Sobre os Evangelhos, Edições Prosveta, Edição:04-2002
- Sementes de Felicidade, Edições Prosveta, Edição:04-2001
- A Vida Psíquica: Elementos e Estruturas, Edições Prosveta, Edição:04-2001
- A Via do Silêncio, Edições Prosveta, Edição:04-2000
- Em Espírito e em Verdade, Edições Prosveta, Edição:04-2000
- Pensamentos Quotidianos, Edições Prosveta, Edição:04-2003
- Pensamentos Quotidianos para 2010, Edições Prosveta, Edição:01-2010~
- Pensamentos Quotidianos 2015, Pub.Maitreya Unip.,Lda, Edição:10-2014
- Pensamentos Quotidianos, Pub.Maitreya Unip.,Lda, Edição:10-2013
- Pensamentos Quotidianos - Vol XIV, Edições Prosveta, Edição:12-1999
- Pensamentos Quotidianos - XV, Edições Prosveta, Edição:04-1999
- Pensamentos Quotidianos - XVI, Edições Prosveta, Edição:04-2001
- A Nova Terra, Edições Prosveta, Edição:04-1998
- O Natal e a Páscoa na Tradição Iniciática, Edições Prosveta, Edição:04-1990